# Ysabel Minoggio-Roussel
Marie Isabelle Henriette Minoggio dite Ysabel Minoggio puis Ysabel Minoggio-Roussel, née le 29 mars 1875 à Argenteuil et morte le 1er février 1945 à Pyla-sur-Mer (La Teste-de-Buch, Gironde), est une artiste peintre française, aquarelliste.

## Biographie
Marie Isabelle Henriette Minoggio est la fille de Joseph Henri Minoggio, chimiste, et de Barbe Joséphine Hocquard. Son arrière grand-père paternel immigre du Piémont fin XVIIIe-début XIXe siècle. En 1901, elle habite 40 rue de Pontoise à Argenteuil. Après son mariage en juillet 1907 avec Joseph Roussel, elle prend le nom d'artiste Ysabel Minoggio-Roussel et habite au 18, rue Gay-Lussac dans le quartier du Val-de-Grâce du 5e arrondissement de Paris.
Élève des aquarellistes Mathilde Delattre (en 1899), Blanche Odin (en 1902) et Pierre Vignal (en 1911), ainsi que de l'anatomiste Édouard Cuyer (en 1905), elle peint des paysages urbains, des bords de mer. Également peintre de fleurs, elle fera évoluer certaines de ses aquarelles dans un style « Art déco ».
Elle expose de 1899 à 1939 et devient Sociétaire des artistes français. En 1905, elle est professeur de dessin et d'aquarelle à son domicile à Argenteuil. Fort productive, elle fait chaque année de nombreux envois d'aquarelles au salon de l'Union des femmes peintres et sculpteurs — la sélection des œuvres y étant moins stricte qu'au salon des artistes français, envois comprenant des compositions de fleurs et des paysages, dont les intitulés témoignent de ses déplacements fréquents en France et sur les rives de la Méditerranée. Pour le Salon les envois floraux sont privilégiés — ou préférentiellement retenus par le jury de sélection. En 1910, son aquarelle Au Paradou est particulièrement remarquée au salon de l'Union : « Mme Ysabel Minoggio, séduit avec son grand panneau "au Paradou", facture d'œillets blancs remarquables, on lit au dessous du tableau les belles lignes de Zola : « Des œillets blancs débordaient de l’auge moussue, des œillets panachés plantaient dans les fentes de pierre, le bariolage de leurs ruches de mousseline découpée, etc. » », après avoir été jugé comme « un tableau bien faible » aux artistes français en 1908,. En février 1911, l'Union lui décerne le prix Guérinot. De 1916 à 1919, le salon de l'Union se maintient malgré la guerre, mais dans un format plus exigu, et elle doit restreindre le nombre de ses envois.
En 1923 elle est nommée Officier de l'Instruction publique, en tant que professeur de peinture.
La critique est plus sensible à ses fleurs qu'à ses paysages : « Arrêtons nous devant les aquarelles de Minoggio-Roussel, vrai tempérament de peintre : "Sur la cheminée". Symphonie de blanc rehaussée de rose et de gris, qui révèle une technique remarquable. Bel ensemble, fouetté et lumineux ». En 1937, elle est membre du Comité de la Société des peintres et sculpteurs français et en 1938 de celui de la Société des aquarellistes français. En 1939, le premier prix de l'Union lui est décerné, mais la seconde guerre mondiale semble interrompre son activité artistique.
En 1939, le couple est toujours domicilié rue Gay-Lussac. Isabelle Minoggio meurt à 69 ans en 1945 à Pyla-sur-Mer,, près d'Arcachon, deux ans avant son mari.

## Expositions

### Salon des artistes français
- 1899 : Chrysanthèmes, aquarelle (no 2738).
- 1902 : Fleurs, d’eucalyptus, éventail.
- 1904 : Œillets, éventail
- 1905 : Roses trémières, aquarelle (no 2545).
- 1906 : Fleurs de cerisier, aquarelle, et Giroflées, aquarelle.
- 1907 : A la Fête-Dieu. Les marches de l'autel, aquarelle (no 2214), Chardons des Alpes, éventail.
- 1908 : Au Paradou[8] (d'après Ėmile Zola), aquarelle (no 2548).
- 1909 : Japoneries d'automne, aquarelle (no 2593).
- 1910 : Le rucher, aquarelle (no 2792) et Chrysanthèmes et raisins, aquarelle (no 2793).
- 1911 : Raisins, aquarelle, et Éventail, paysage, aquarelle (no 5196).
- 1912 : Coin fleuri, environ de Fougères, aquarelle (no 2736).
- 1913 : Phlox, aquarelle (no 2686).
- 1914 : Dessus de porte pour une suite de décorations de salle à manger
- 1920 : Fleurs, aquarelle (no 2448) et Vieilles maisons à Fougères, aquarelle (no 2449).
- 1924 : Villa normande, aquarelle (no 4237).
- 1926 : Roses, et Anémones[17], aquarelle.
- 1927 : Grenades et raisins, aquarelle (no 2611) et Villa d'Este, l'escalier, aquarelle (no 2612).
- 1928 : Chrysanthèmes, aquarelle (no 2720).
- 1929 : Sur la cheminée, aquarelle (no 3059).
- 1930 : Chardons, aquarelle (no 2829) et Gentianes d'automne, aquarelle (no 2830).
- 1931 : Fiançailles, aquarelle (no 3035) et Pommier du Japon, aquarelle (no 3036).
- 1932 : Chardons, aquarelle (no 3155) et Roses, aquarelle (no 3156).
- 1933 : Capucines, aquarelle, et Roses, aquarelle.
- 1934 : Chrysanthèmes, aquarelle (no 3132) et Fruits, aquarelle (no 3133).
- 1935 : Pivoines, aquarelle (no 2930).
- 1936 : Pivoines, aquarelle (no 2965) et Jardin à Pyla, aquarelle (no 2966).
- 1937 : Chrysanthèmes.
- 1939 : Tulipes, aquarelle (no 2045).

### Salon de l'Union des femmes peintres et sculpteurs
- 1899
- 1900
- 1901 : Chrysanthèmes, Roses trémières et Helianthus, aquarelles[18].
- 1902 : Fleurs de printemps (aquarelle), Jasmin de Virginie (éventail, aquarelle), Primevères, Éventail décoratif (dont une œuvre acquise par la Société populaire des beaux-Arts) et Roses (don à la tombola)[19].
- 1903 : Roses, Fleurs, Hélianthus et Pâquerettes, aquarelles ; Clématite et Fleurs, éventails (aquarelle).
- 1904 : Un panneau de Roses trémières, Chrysanthèmes, Phlox, Roses, Glycine et Cytise et Violettes et Mandarines, aquarelles.
- 1905 : Chrysanthèmes et raisins, Roses rouges, Fleur, Fleurs de de Nice, Lilas, Nature morte et Panneau de paysages, aquarelles.
- 1906 : Roses, Fleurs de cerisier et Giroflées, Roses blanches et Marguerites, Prunes et Pêches, Paysages, aquarelles et Dessus de porte, Œillets, aquarelle.
- 1907 : Gerbes de Nice, Chrysanthèmes, Réminiscences et Fleurs (don à la tombola), aquarelles[20].
- 1908 : À la Fête-Dieu, marches d'autel (à Mme la baronne X.), Pivoines, Fleurs de printemps (à Mme C.), Œillets et Fleurs, aquarelle[21].
- 1909 : Hortensias, Chrysanthèmes, Œillets, Roses, Fleurs et Fleurs (achat par l'état), aquarelles[22].
- 1910 : Chrysanthèmes, Au Paradou, Tulipes et Boules de Neige, Roses, Myosotis et Boutons d'or et Paysages, aquarelles[7].
- 1911 : (prix Guérinot) Le Rucher, Chez les abeilles, Raisins, Saint-Malo et Coin de parc (à M. le comte de…), aquarelles[23].
- 1912 : Chrysanthèmes, Fleurs, Roses, Gentilhommière bretonne, Le Havre de Rothéneuf et Au Luxembourg, aquarelles.
- 1913 : Roses de Nice, Biarritz, Une rue à Saint-Malo, Au Luxembourg (à M. L. B…), Environ de Fougères "un lavoir" et Roses jaunes, aquarelles.
- 1914 : Au Luxembourg, St Malo Le château, Fougères La Porte St-Supice, Fougères vieilles maisons, Sur la Côte-d'Azur, Un château en Ille-et-Vilaine, aquarelles.
- 1916 : Paysage et Paysage, aquarelles.
- 1917 : Fruits et fleurs et Jardin du Luxembourg, aquarelles.
- 1918 : Panneau de six petites aquarelles et Aquarelle.
- 1919 : Panneau de six aquarelles et Raisins, aquarelle.
- 1921 : Chrysanthèmes, Raisins et astères, Raisins et feuilles, Bassin de Trianon et Petit paysage, aquarelles.
- 1922 : Chrysanthèmes, Le temple de l'amour Versailles, Le Jardin du Luxembourg, Le bois du Maine Mayenne, et Trianon-Moulin, aquarelles.
- 1924 : Ovale Raisins (reproduit au catalogue), Le bois de Maine, Château de Monthorin le parc, Le bois de Maine un salon, Cannes le mont Chevalier et Cannes jardin, aquarelles.
- 1925 : La tentation du Perroquet (à M. N. Arié de Bucarest) (reproduit au catalogue, toile ovale), Ma fenêtre a Paris, Ma fenêtre à la campagne, Les bords de la Mayenne au bois de Maine, Les bords de la Mayenne au bois de Maine, Roses rouges, aquarelles.

- 1926 : Devant le vieux miroir, Vin cidre bière, Cannes Jardin de l'hôtel du Parc, Paris Jardin du Luxembourg (reproduit au catalogue), Bibliothèque du Comte d'Haussonville (reproduit au calalogue), Château de Monthorin (intérieur), aquarelles[24].
- 1927 : Grenades et raisins, Chrysanthèmes, Villa d'Este La Scala et Fleurs, aquarelles.
- 1928 : Chrysanthèmes, Le temple de la Sibylle à Tivoli, Jardin du Luxembourg, Château de Monthorin vestibule et Le bois de Maine salle à manger, aquarelles[25].
- 1929 : Sur la cheminée, Roses et delphiniums, Roses thé, Monaco: Jardins exotiques et Paris: Jardin du Luxembourg, aquarelles[12].
- 1931 : Fiançailles, Chrysanthèmes, Pommier du Japon, La mosquée bleue au Caire, Le Nil à Assouan[26].
- 1932 : Chardons, Lilas, Roses, Œillets, Sur la route des Alpes (le mont Aiguille) et Jérusalem, aquarelles[27].
- 1933 : L'avalanche, Chrysanthèmes, Roses, Palais de Fontainebleau Salon de l'Abdication et Palais de Fontainebleau Cabinet de toilette de l'empereur, aquarelle.
- 1934 : Roses, Chrysanthèmes, Fruits et Intérieur, aquarelles.
- 1935 : Pivoines, Physalis, Roses France, Roses blanches, Villa du Duc D... au Monbleau et Cabinet de toilette de l'Impératrice à Fontainebleau, aquarelles.
- 1936 : Pivoines, Œillets, Dahlias et Jardin à Pyla, aquarelles.
- 1937 : Physalis, Boules de neige et Coquelicots, aquarelles.
- 1938 : Marguerites, Coquelicots et Fleurs, aquarelles.
- 1939 : (1er prix de l'Union) Fleurs, Dahlias, Chrysanthèmes et Paysage de neige, aquarelles[14].

### Autres Salons

#### Société des Amis des Arts de Seine-et-Oise
- 1902 : Fleurs de printemps, aquarelle (no 379) et Fleurs d'eucalyptus (éventail), aquarelle (no 380).
- 1904 : Roses trémières, aquarelle (no 538).

#### Société nationale d'horticulture de France
- 1908 : dans les serres du Cours la Reine[28]
- 1913 : Exposition d'automne, 84, rue de Grenelle[29]

#### Palais-Salon des avocats de Paris
- 1929 : au Cercle de la librairie, 119, boulevard Saint-Germain[30].

#### Salon des amis des arts de Bordeaux
- 1934[31]

#### Exposition du Syndicat des artistes Femmes peintres et sculpteurs
- 1934[32]
- 1937 : Les roses blanches (aquarelle)[33].

#### Société d'aquarellistes français
- 8e salon de l'aquarelle de 1936, Galerie Charpentier, 76, faubourg Saint-Honoré : Muguets et Églantines[34]
- 10e salon de l'aquarelle de 1938, salle Revillon, 44 rue La Boétie

#### Salon de l'école française
- 1937 : Chrysanthèmes (aquarelle)[35].

## Distinctions
- Officier d'académie (arrêté ministériel du 25 juin 1910)[36],[37].
- Officier de l'Instruction publique (arrêté ministériel du 10 février 1923)[38].

## Prix et récompenses
- 1911 : Prix Guérinot de l'Union des femmes peintres et sculpteurs[39].
- 1938 : Premier prix de l'Union des femmes peintres et sculpteurs[14].

## Élèves
- Alice Baubeau (à partir du Salon de 1908)[40].
- Simone Berchon (Salon de 1929).
- Reine Bergeron (Salon de 1932)[41].
- Jeanne Cellier (Salon de 1913).
- Claude Collet (Salon de 1924)[42].
- Charlotte Cottin (Salon de 1913)[43].
- Marthe Deligny (Salon de 1909).
- Christiane Françoise Groc (Salon de 1930).
- Marcelle Guimard (à partir du Salon de 1912).
- Germaine Jacob (Salon de 1907 à 1910)[40].
- Yvonne Lévy-Engelmann (Salons de 1913 à 1955).
- Gisèle Maréchal (Salon de 1932)[44].
- Germaine Pénigaud (Salons de 1909, 1913)[40],[45].
- Louise-Henriette Percheron (Salons de 1911 et 1912).

## Galerie d'œuvres

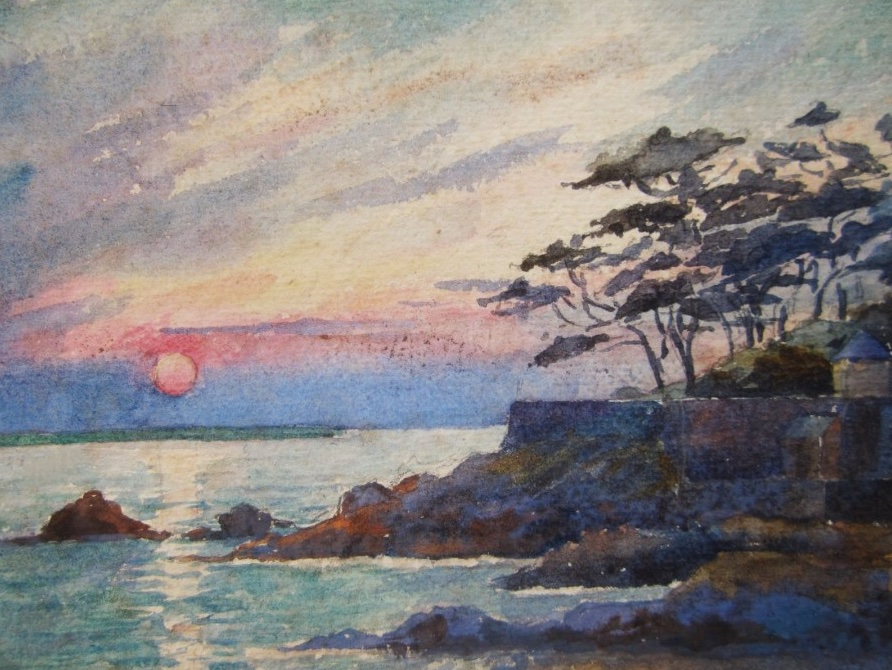
Paysage au soleil couchant, aquarelle, 1907.
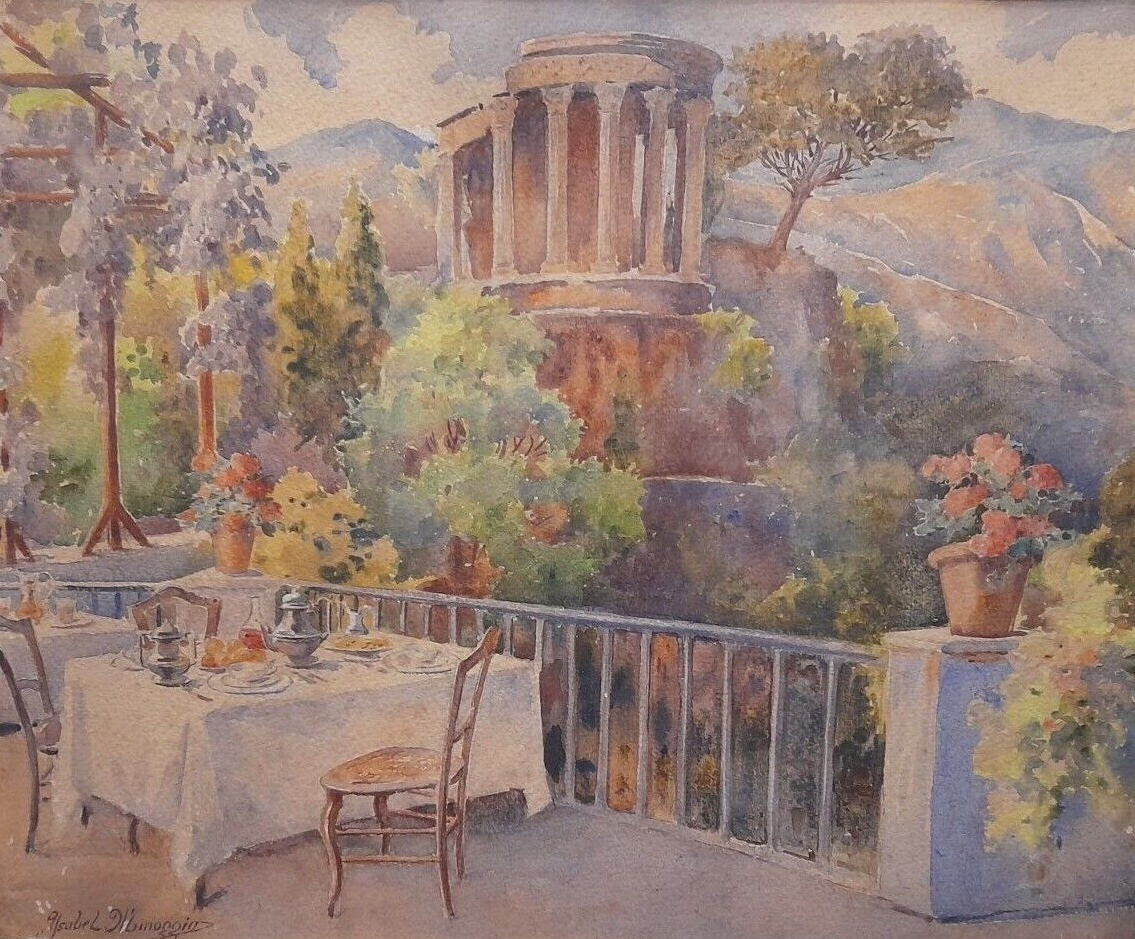
Aquarelle.
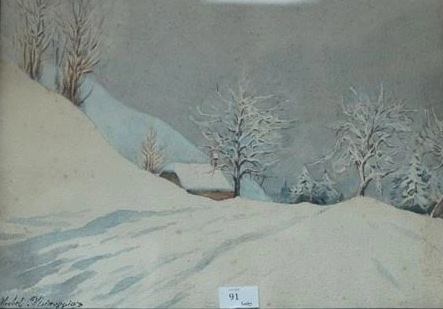
La neige à Caux-sous-Montreux, aquarelle (détail).
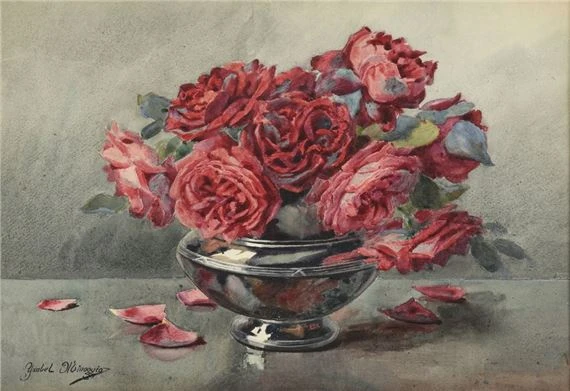
Vase aux roses rouges, aquarelle.
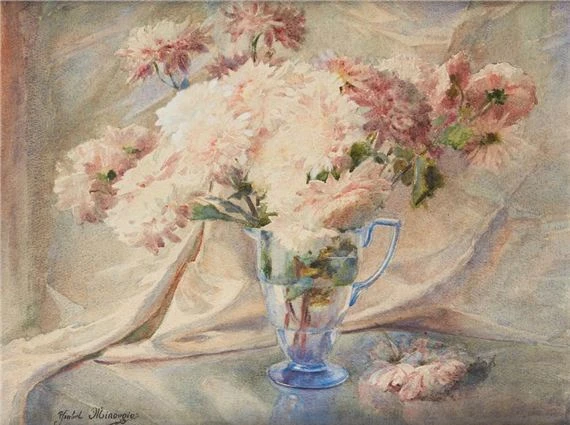
Bouquet de Chrysanthèmes dans un pichet bleu en verre, aquarelle.
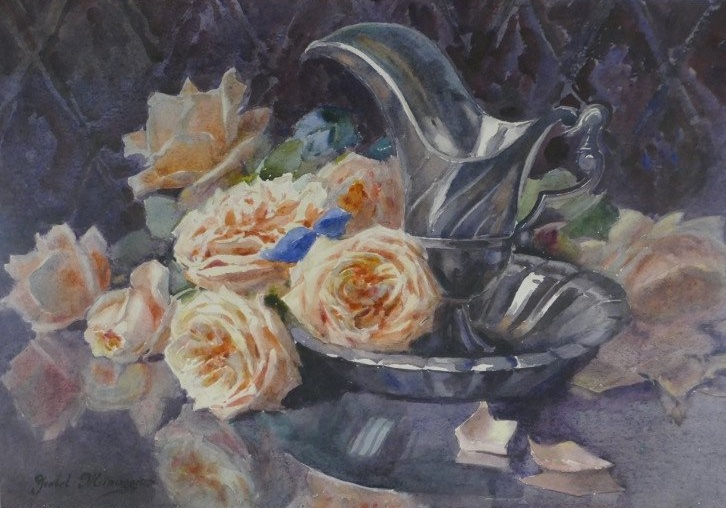
Jetée de roses et aiguière, aquarelle.